# The Addams Family: Pugsley's Scavenger Hunt
The Addams Family: Pugsley's Scavenger Hunt es un videojuego de plataformas publicado por Ocean en 1993. Está basado en la serie de televisión de The Addams Family.
Fue publicado para los tres sistemas de Nintendo hasta el momento:
- Super NES en febrero de 1993.
- Game Boy en julio de 1993.
- NES en agosto de 1993.

La versión para Game Boy versión fue adaptada para el sistema por Enigma Variations Ltd.
El juego es un juego de aventura de plataformas de desplazamiento lateral. Una de las principales fuentes de crítica de la versión para SNES fue la falta de una función de contraseña, debido a que el juego es muy difícil. Una función de contraseña está presente tanto en las NES y Game Boy.
La trama de Pugsley's Scavenger Hunt se centró en los intentos de Pugsley de ganar una búsqueda de objetos desafiado por su hermana, Wednesday. Su búsqueda lo lleva a las habitaciones de cada miembro de la familia Addams, a fin de encontrar una pieza de cada una.
Es interesante observar que la versión para NES no fue una adaptación directa de la versión para SNES. La versión de NES fue basada en el anterior juego distribuido para Super NES de la Familia Addams, Mega Drive y Amiga, mostrando los mismos niveles, enemigos, piezas y jugabilidad pero con Pugsley como personaje principal en vez de Gomez.